# Henrik Zimino
Henrik Zimino (født 1. februar 1950) er en dansk politiker, som var borgmester i Tårnby Kommune fra 1994 til 2017, valgt for Socialdemokraterne.
Han er oprindeligt uddannet folkeskolelærer og var før borgermesterembedet ansat ved en af Tårnby Kommunes folkeskoler, Skelgårdsskolen på Vestamager. 
Zimino har siddet i kommunalbestyrelsen i Tårnby siden 1974, og blev valgt som borgmester i 1994. Han genopstillede til kommunalvalget i 2017 som menigt medlem af kommunalbestyrelsen. Fra 2018 er han formand for kommunens kultur- og fritidsudvalg. 
24. marts 2014 blev han Ridder af Dannebrog.